# Adolf Schlasy
Adolf Schlasy, auch Adolfo W. Slazy und Weis Slazy (* 23. Mai 1896 in Alwernia, Galizien, als Adolf Schlesinger; † nach 1955) war ein österreichischer Kameramann.

## Leben
Der in einem Marktflecken bei Krakau geborene Adolf Schlesinger ist seit September 1915 als Hilfsarbeiter in Wien nachweisbar. Nach seiner fotografischen Ausbildung begann er dort kurz nach Ende des Ersten Weltkriegs unter seinem Geburtsnamen als Kameramann beim österreichischen Film zu arbeiten. In dieser Zeit lernte er den Regisseur Paul Czinner kennen, mit dessen Wirken Schlasys Arbeit zukünftig eng verbunden sein sollte. Czinner ging 1920 nach Berlin, gefolgt von Schlesinger. Anschließend kehrte er, der sich nunmehr Schlasy nannte, vorübergehend nach Wien zurück. 1924 verließ Schlasy die österreichische Hauptstadt erneut. 
1925 traf er ein weiteres Mal in Berlin ein. Czinner machte Schlasy in den kommenden fünf Jahren zum Kameramann all seiner Inszenierungen. In dieser Funktion fotografierte Adolf Schlasy einige der bekanntesten Werke jener Jahre: Der Geiger von Florenz, Doña Juana, Fräulein Else und Ariane mit Czinners spätere Ehefrau Elisabeth Bergner in der jeweils weiblichen Hauptrolle. Während der Dreharbeiten zu Ariane erkrankte Schlasy, und seine Arbeit musste vom Kollegen Fritz Arno Wagner übernommen werden.
Während Czinner und Bergner 1932 nach Frankreich gingen, blieb Schlasy in Deutschland, erhielt aber keine Aufträge mehr. Mit der Machtübernahme durch die Nationalsozialisten verließ der Jude Berlin und fand in den folgenden vier Jahren Arbeit in Wien, Amsterdam, Paris und Madrid. In der spanischen Hauptstadt arbeitete Schlasy mehrfach mit Max Nosseck zusammen. 1936 floh Schlasy vor dem Bürgerkrieg aus Spanien und kehrte kurzzeitig nach Wien zurück. In den Niederlanden begann Schlasy Ende desselben Jahres mit der Kameraarbeit zu Ludwig Bergers Pygmalion-Film, die er jedoch bereits nach zwei Tagen niederlegte. 
Schließlich übersiedelte er 1938 nach Argentinien, um dort als Kameramann zu arbeiten. Zunächst verpflichtete ihn der inzwischen ebenfalls in Buenos Aires eingetroffene spanische Regisseur Antonio Momplet, unter dessen Regie Schlasy kurz vor seiner Flucht aus Madrid die Komödie La millona gedreht hatte, und ließ ihn seine Inszenierungen Turbión und Novios para las muchachas fotografieren. Für seine Arbeit an Pachamama wurde Schlasy mit dem Kritikerpreis ausgezeichnet. Bis 1955 ist er unter dem an Adolf Schlasy phonetisch angelehnten Pseudonym Adolfo W. Slazy bzw. als Weis Slazy nachzuweisen.

## Filmografie
- 1919: Das Auge des Buddha
- 1919: Petis Geige
- 1919: Inferno
- 1920: Enoptria – der Kampf um die Sonne
- 1920: Der Apachenlord
- 1921: Die Schrecken der Schlangengruft
- 1922: Opfer der Leidenschaft
- 1924: Ponte Brolla
- 1926: Der Geiger von Florenz
- 1926: Liebe
- 1927: Doña Juana
- 1929: Fräulein Else
- 1929: Die Straße der verlorenen Seelen (The Woman He Scorned)
- 1930: Die Privatsekretärin
- 1930: Ariane
- 1931: Der ungetreue Eckehart
- 1933: Sonnenstrahl
- 1933: Gardez le sourire
- 1934: Ein Stern fällt vom Himmel
- 1934: Le voyage de Monsieur Perrichon
- 1934: De big van het regiment
- 1934: Una semana de felicidad
- 1934: Alegre voy
- 1935: Una aventura oriental
- 1935: Poderoso caballero
- 1936: La millona
- 1938: Turbión
- 1940: Novios para las muchachas
- 1942: Sendas cruzadas
- 1944: Pachamama
- 1948: La gran tentación
- 1949: Fascinación
- 1953: Una ventana a la vida
- 1955: Bendita seas